# رسائل الشجره الالهیه فی علوم الحقائق الربانیه
رسائل الشجره الالهیه فی علوم الحقائق الربانیه کتابی از شمس الدین محمد شهرزوری است.

## تصحیح
تصحیح این کتاب در سال ۱۳۸۵ منتشر و در مراسم کتاب سال جمهوری اسلامی ایران به‌عنوان کتاب برگزیده معرفی شد.